# Fishbone
Fishbone je americká rocková kapela z Los Angeles v Kalifornii. Vznikla v roce 1979 a hraje fúzi ska, punku, funku, metalu, reggae a soulu. Server AllMusic popsal skupinu jako „jednu z nejvýraznějších a nejrozmanitějších alternativních rockových kapel konce 80. let. Díky své hyperaktivní, sebereflexivně rozmanité hudbě, praštěnému smyslu pro humor a ostré společenské kritice si skupina získala početnou kultovní základnu fanoušků“.
Fishbone se dali dohromady jako školáci v roce 1979 ve složení: John Norwood Fisher (baskytara), jeho bratr Philip „Fish“ Fisher (bicí), Angelo Moore (zpěv, saxofony, theremin), Kendall Jones (kytara), „Dirty“ Walter A. Kibby II (zpěv, trubka) a Christopher Dowd (klávesy, pozoun, zpěv). Největšího komerčního úspěchu dosáhli koncem 80. a začátkem 90. let, poté však kapela prošla mnoha personálními změnami. V letech 2003 až 2010 byli John Norwood Fisher a Angelo Moore posledními dvěma původními členy ve skupině. V průběhu 10. let 21. století se ke skupině při různých reunionových turné a výročních akcích připojili všichni ostatní původní členové kromě Kendalla Jonese. K březnu 2025 sestavu tvoří Moore, Dowd, kytarista Tracey „Spacey T“ Singleton, bubeník Hassan Hurd, trumpetista JS Williams a baskytarista James Jones.

## Historie
Kapela byla založena v roce 1979 v Los Angeles zpěvákem Angelo Moorem, známým také jako "Dr. Madd Vibe", baskytaristou Johnem Norwoodem Fisherem, kytaristou Kendallem Jonesem, Waltrem A. Kibbym III. (trumpeta), Philipem Fisherem (bicí) a Chrisem Dowdem. Kapela vychází ze stejné hudební scény jako kapely Red Hot Chili Peppers a Jane's Addiction.
Skupinu rychle proslavila jejich energická živá vystoupení. Jejich debutové album In Your Face vyšlo v roce 1986. Dále následovalo album Truth and Soul(1988) a nejslavnější album The Reality of My Surroundings(1991) proslavené hitem Sunless Saturday.

## Členové

### Současní
- Angelo Moore (1979—) – zpěv, saxofon, theremin
- Rocky George (2003—) – kytara
- John McKnight (1999–2001, 2005—) – klávesy, trombon, kytara, zpěv
- Dre Gipson (2004—) – klávesy, zpěv
- John Norwood Fisher (1979—) – Baskytara, zpěv
- John Steward (1999—) – bicí

### Dřívější
- Kendall Jones (1979–1993) – kytara, zpěv
- Chris Dowd (1979–1994) – klávesy, trombon, zpěv
- John "JB" Bigham (1989–1997) – kytara, klávesy
- Philip "Fish" Fisher (1979–1998) – bicí, zpěv
- "Dirty" Walter A. Kibby II (1979–2003) – trumpeta, zpěv
- Anthony Brewster (1997–1998) – klávesy
- Dion Murdock (1998) - bicí
- Tracey "Spacey T" Singleton (1997–2003) – kytara
- Tori Ruffin (2003-2006) - kytara
- Curtis Storey (2005—2007) – trumpeta, zpěv
- Andre´ "Padre" Holmes (2004–2005, 2007-2008) – trumpeta, kytara, zpěv

## Diskografie

### Studiová alba
- In Your Face (1986)
- Truth and Soul (1988)
- The Reality of My Surroundings (1991)
- Give a Monkey a Brain and He'll Swear He's the Center of the Universe (1993)
- Chim Chim's Badass Revenge (1996)
- Fishbone and the Familyhood Nextperience Present: The Psychotic Friends Nuttwerx (2000)
- Still Stuck In Your Throat (2006)